# Moschofilero

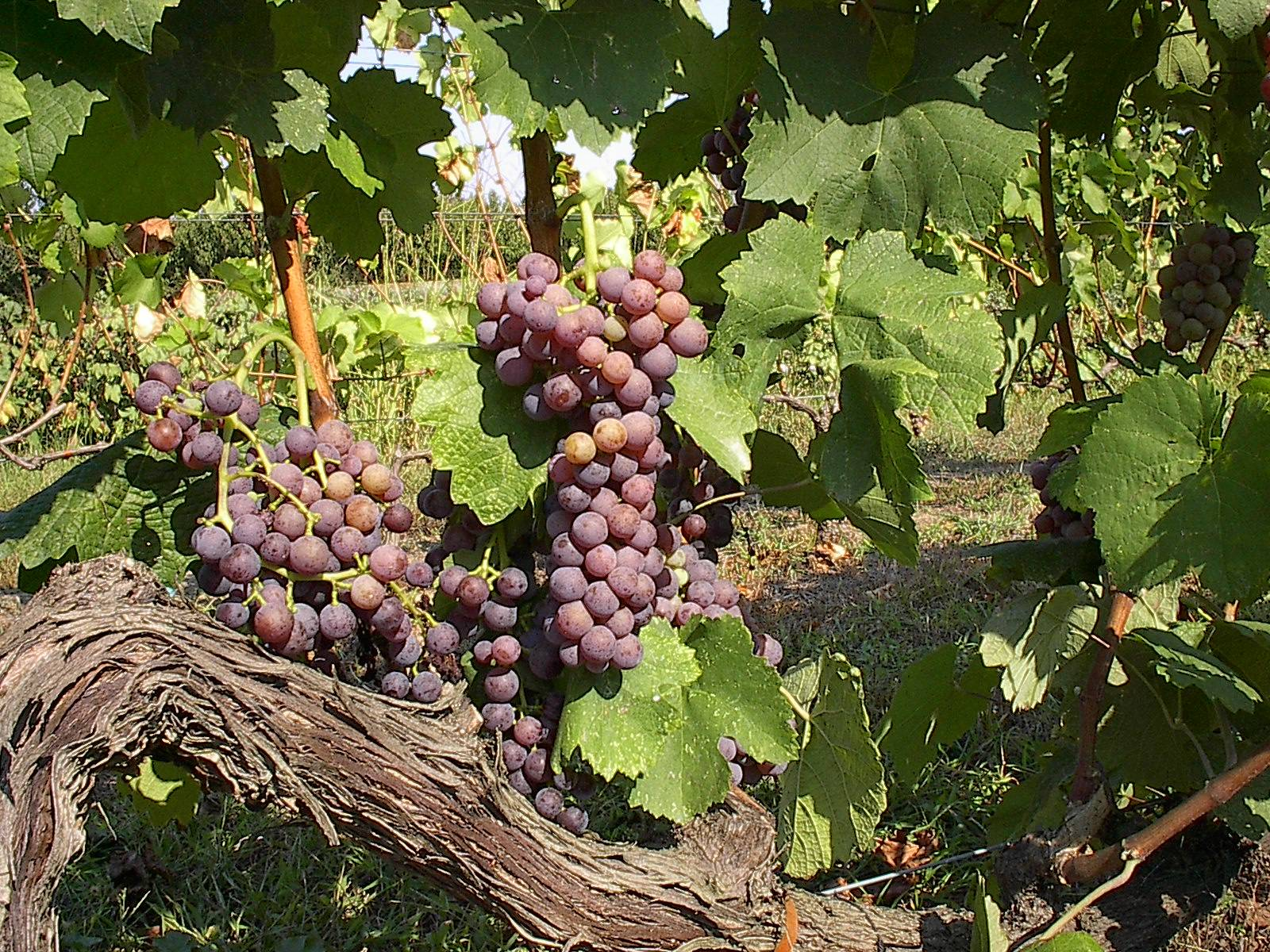
Moschofilero

Die Weißweinsorte Moschofilero ([mɔsxɔˈfilɛrɔ], griechisch Μοσχοφίλερο) ist innerhalb des Regionalbezirks Florina in der Region Makedonien und auf Peloponnes in der Region Arkadien heimisch. Obwohl die Haut der Beeren rötlich bis rot gefärbt ist, wird sie ähnlich wie der Grauburgunder oder der Gewürztraminer den weißen Sorten zugeordnet. Die Qualität der Weißweine, wie zum Beispiel die Qualitätsweine der Herkunftsbezeichnung Mantinia, ist gut. Das florale, von einem leichten Rosenduft bestimmte Bouquet ließ eine Verwandtschaft zum Gewürztraminer oder Muskateller vermuten. DNA-Analysen konnten jedoch keine verwandtschaftliche Beziehung aufzeigen.

## Ampelographische Sortenmerkmale
In der Ampelographie wird der Habitus folgendermaßen beschrieben:
- Die Triebspitze ist offen. Sie ist leicht wollig behaart und leicht rosafarben.
- Die mittelgroßen Blätter (siehe auch den Artikel Blattform) sind fünflappig und mitteltief gebuchtet. Die Stielbucht ist lyren- förmig offen (seltene auch geschlossen). Das Blatt ist stumpf gezahnt. Die Zähne haben im Vergleich der Rebsorten einen weiten Abstand, sind jedoch nur schwach ausgeprägt. Die Blattoberfläche (auch Blattspreite genannt) ist blasig derb.
- Die kegel- bis walzenförmige Traube ist mittelgroß und recht dichtbeerig. Die rundlichen Beeren sind ebenfalls mittelgroß und von rötlicher bis zuweilen leicht violetten Farbe. Die Beeren haben einen angenehmen, leicht aromatischen Geschmack.

## Synonyme
Die Rebsorte Moschofilero ist auch unter den Namen Fileri, Fileri Mantineias, Fileri trigoleos, Fileri tripoleos, Filleri tripoleos, Moscho Filero, Moschophilero, Mosxofilero und Phileri tripoleos bekannt.